# Sześciokątna burza na Saturnie

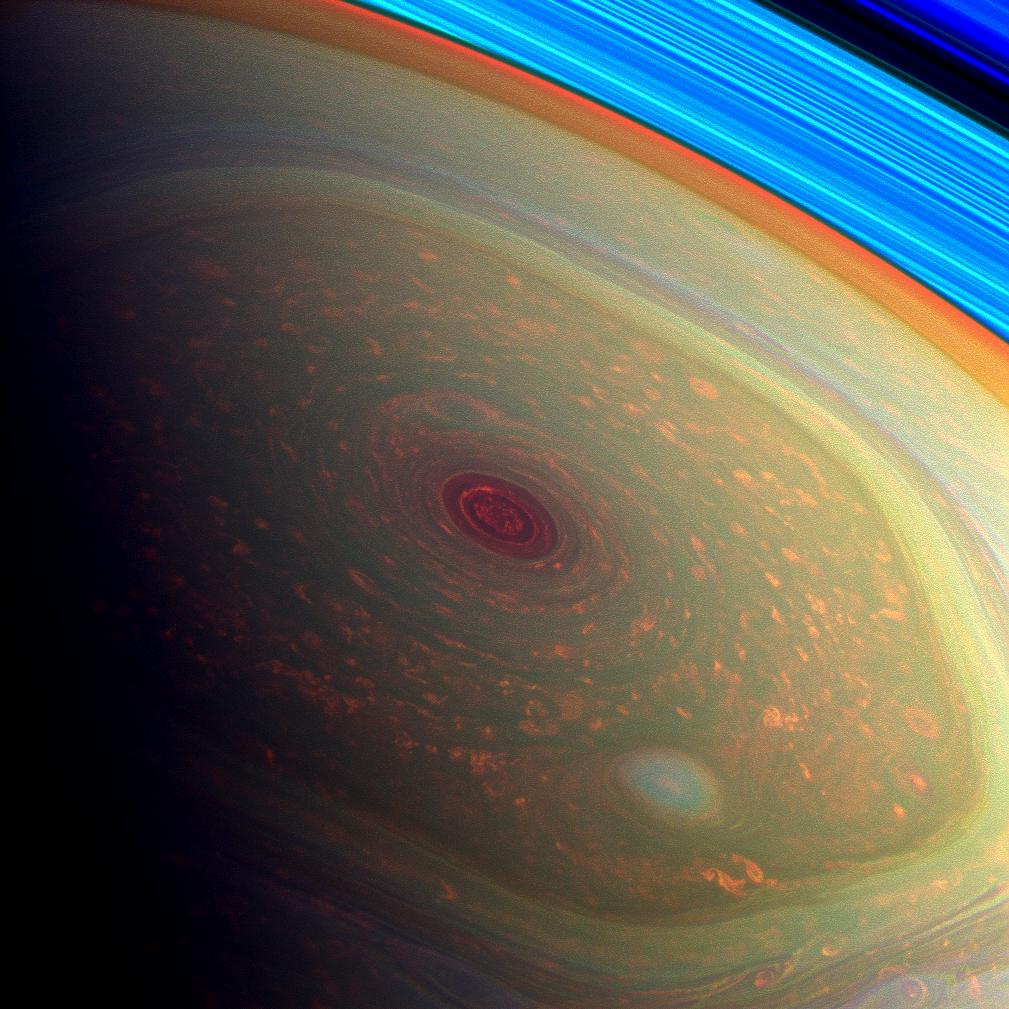
Sześciokątna burza

Sześciokątna burza (animacja)

Sześciokątna burza na Saturnie (ang. Saturn's Hexagon) – heksagonalny układ chmur 

leżący w okolicach północnego bieguna Saturna (ok. 78°N). Został odkryty na początku lat 80. XX wieku przez sondy Voyager co oznacza, że formacja istnieje od przynajmniej 40 lat. Długość boku wynosi około 13 800 km, jest więc dłuższy niż średnica Ziemi. Sześciokąt wykonuje rotacje. Pełny obrót trwa 10 godzin, 39 minut i 23 sekundy. Obserwacje teleskopu Hubble’a nie wykazały, by na południowym biegunie Saturna istniała podobna formacja. Jak dotąd nie ustalono jednoznacznie przyczyny powstawania owej formacji. Według jednej z hipotez za taki stan rzeczy odpowiada prąd strumieniowy obecny niedaleko sześciokąta. Istnieje badanie w którym wewnątrz obracającego się naczynia z wodą umieszczono obracający się z nieco zmienioną prędkością pierścień, po zabarwieniu wody można było wyraźnie dostrzec kształt sześciokąta. Inna hipoteza mówi o tym jakoby za powstawanie charakterystycznego kształtu odpowiadało zjawisko konwekcji. Według innej teorii efekt ten jest wywołany przez fale Rossby'ego. Jak dotąd nie ustalono również przybliżonej grubości burzy, według jednej hipotezy waha się ona od dziesiątek do setek kilometrów, według drugiej wynosi kilka tysięcy km. W latach 2012–2016 sześciokąt zmienił kolor z niebieskawego na brązowo-złoty, prawdopodobnie było to związane ze zmianą pory roku i wystawieniem sześciokąta na promienie słoneczne.

zdjęcia burzy ukazujące zmianę koloru